# Schloss (Technik)
Ein Schloss ist eine Vorrichtung, die dazu dient, ausgewählten Personen den Zugang in bestimmte Bereiche zu gestatten und anderen Personen diesen zu verweigern. →Schlosserei

## Allgemeines
Das Schloss bewirkt dies allerdings nicht alleine, sondern wird mit anderen Einrichtungen zusammen eingesetzt, z. B. Türen, Gitter, spezielle Riegel, Deckel, Ketten und anderes mehr.
- Die notwendige Identifizierung der zugangsberechtigten Personen erfolgt in der Regel mit Hilfe eines Schlüssels. Dieser kann mechanisch und/oder elektronisch wirken oder als Zeichenkombination auf das Schloss übertragen werden. Diese Vorgehensweise setzt voraus, dass nur berechtigte Personen im Besitze eines gültigen Schlüssels sind.

- Sich selbst sperrende Schlösser schließen sich nach erfolgter Öffnung bei fehlender Inanspruchnahme nach einer bestimmten Zeit selbsttätig.
- Schlösser mit Schließzwang gestatten das Entfernen des Schlüssels nur, nachdem abgeschlossen wurde.

## Sperrsysteme
Schlösser unterscheidet man anhand der verwendeten Sperren und ihrer Bauart:

### Fallriegelschloss
Das Fallriegelschloss ist das älteste bekannte Schloss der Menschheitsgeschichte. Die ersten Hinweise auf Fallriegelschlösser sind Abbildungen auf akkadischen Siegeln des 3. Jahrtausends vor Christus, auf denen der Gott Shamash mit einem Schlüssel in der Hand dargestellt wird. Auch im alten Ägypten wurden Fallriegelschlösser angewendet. Der älteste Originalfund wurde im Palast von Khorsabad gemacht und auf etwa 750 v. Chr. datiert.
Im oberen Bereich des Schlosses befinden sich Stifte, Fallriegel, die durch ihr Eigengewicht in Löcher im Riegel fallen und diesen blockieren. Der bürstenartige Schlüssel hat Zinken, die die einzelnen Fallriegel anheben und den Riegel so wieder freigeben.
Die Variation ergibt sich daraus, dass in den verschiedenen Schlössern unterschiedlich viele Fallriegel in unterschiedlichen Abständen eingebaut werden können. Technisch betrachtet ist das Fallriegelschloss der direkte Vorläufer des Stiftschlosses.
Fallriegelschlösser werden bis heute in bestimmten Regionen der Welt (Westafrika, Anatolien, Färöer) hergestellt und verwendet.

### Sperrfederschloss

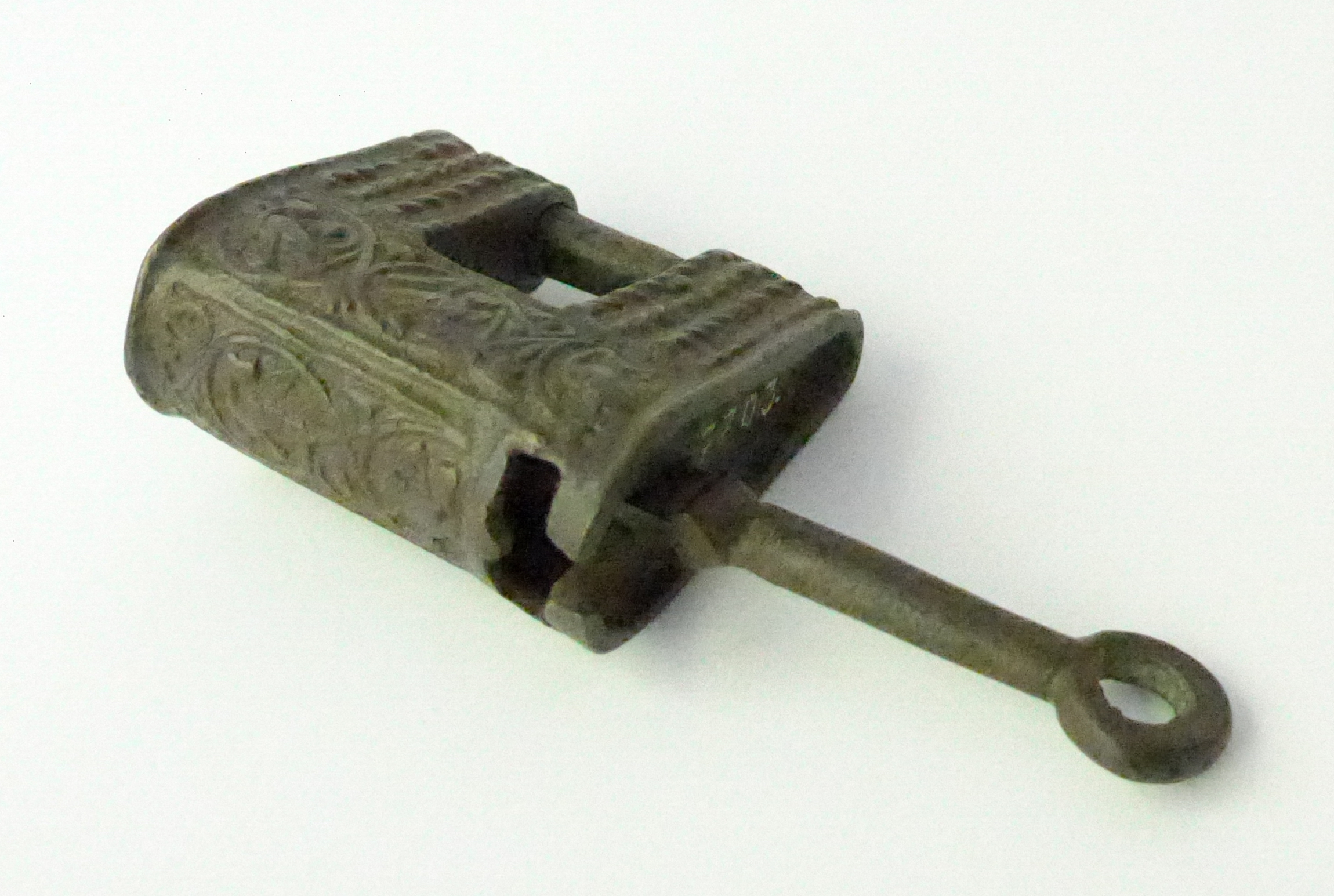
Sperrfederschloss, Bronze, 12.–14. Jahrhundert. Bremen, Focke-Museum

Das Sperrfederschloss, zumeist ein Vorhängeschloss, besteht aus zwei Teilen. Im Inneren ist die Sperrfeder (Spreizfeder) versteckt, die die beiden Teile zusammenhält. Sie sieht aus wie der Widerhaken an einem Indianerpfeil. Zum Abschließen drückt man beide Teile des Schlosses zusammen, dabei wird die Sperrfeder durch ein Loch geschoben, spreizt sich auf der anderen Seite und hält so die Schlossteile zusammen.
Zum Aufschließen muss man den Schlüssel ins Schlüsselloch schieben. Der Schlüssel drückt die Sperrfeder wieder zusammen und man kann die beiden Teile des Schlosses auseinanderziehen.
Auf dem Gebiet des heutigen Deutschland sind Sperrfederschlösser spätestens seit dem 1. Jahrhundert v. Chr. bekannt. Die ältesten Exemplare wurden im Oppidum von Manching, einer keltischen Stadt in der Nähe von Ingolstadt, entdeckt. Sperrfederschlösser werden in Ländern wie Indien, Marokko, der Volksrepublik China und dem Iran bis heute hergestellt.

### Schlösser im Römischen Reich

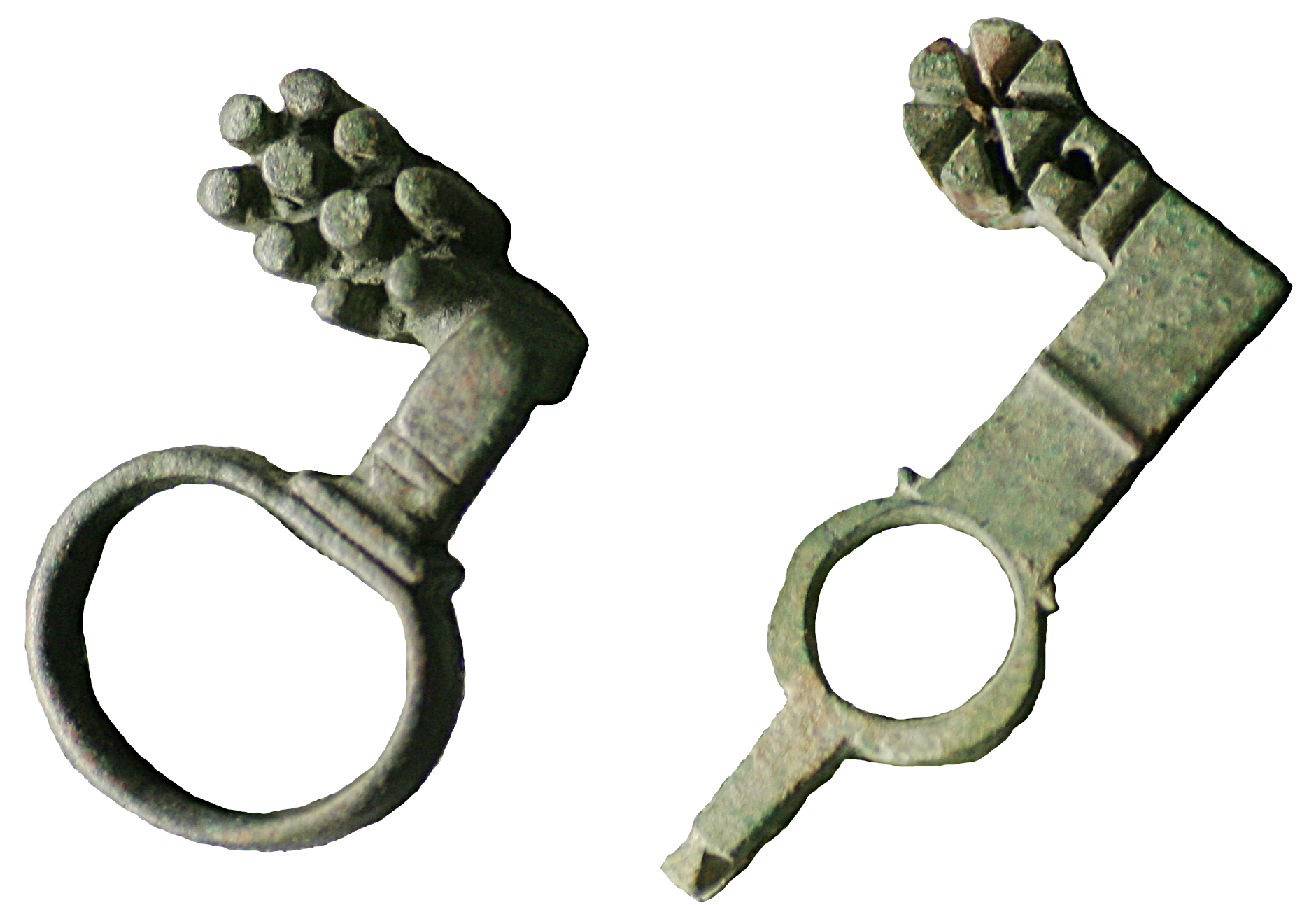
Römische Ringschlüssel aus dem 2. oder 3. Jahrhundert

Wie andere technische Errungenschaften der Römer haben auch die römischen Schlösser wahrscheinlich hellenistische Vorläufer, von denen allerdings kaum archäologische Belege bekannt sind. Aus der Römerzeit sind hingegen zahlreiche Schlüssel überliefert. Der Aufschwung in der Schlossherstellung in der Römerzeit war einerseits der Verbreitung der Metallverarbeitung in dieser Epoche, zum anderen der urbanen Lebensweise der Römer zuzuschreiben, die die Verwendung von Schlössern förderte.

### Besatzungschloss

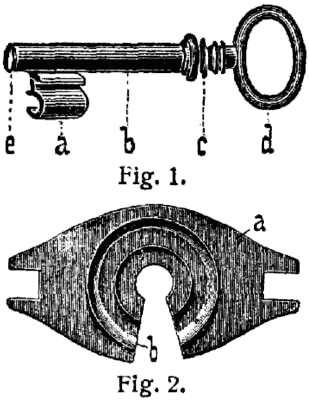
Fig.1: Buntbartschlüssel a:Bart b:Rohr c:Gesenk d:Raute oder Ring e:Köpfchen. Fig.2: Besatzung

Besatzungen, oft auch als Eingerichte oder Gewirre bezeichnet, sind Hindernisse, Eisenstäbe oder Bleche, die innerhalb des Schlosses in den Drehkreis des Schlüssels eingebaut werden. Die komplexen Muster, die sich zuweilen in den Schlüsselbärten antiker Schlüssel finden, dienen dazu, diese Hindernisse zu umgehen. Nur wenn der Schlüsselbart der Form der Besatzung entspricht, kann man das Schloss aufsperren.
Die Besatzungen sind die einzigen Sicherungsmerkmale im Schlossbau, die den Untergang des Römischen Reiches überlebten. Im gesamten Mittelalter und bis zu den großen Innovationen des 18. und 19. Jahrhunderts blieb die Besatzung das einzige wirksame Sicherheitsmerkmal, das im Schlossbau bekannt war.

### Buntbartschloss
Buntbartschlösser findet man zumeist in Wohnungsinnentüren. Sie weisen lediglich eine Sperre in Form einer Platte vor dem Schließkanal auf, die nur den Schlüssel mit dem richtigen Profil durchlassen soll, und sind durch Lockpicking bereits mit einfachem Werkzeug wie einem Dietrich zu öffnen. Für Buntbartschlösser sind in Deutschland 64 verschiedene Profile üblich. Der Sperrriegel eines handelsüblichen Buntbartschlosses ist lediglich mit einer Stahlfeder blockiert, die durch die Schließfläche des Schlüssels von der Sperre abgehoben wird, so dass die Weiterbewegung des Schlüssels den Riegel bewegen kann. Buntbartschlösser in Wohnungsinnentüren haben üblicherweise zusätzlich zum Sperrriegel noch einen Schnappriegel (Falle).

### Bramahschloss

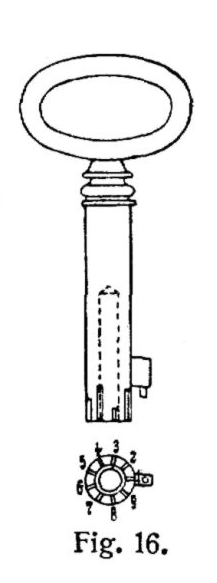
Bramahschlüssel

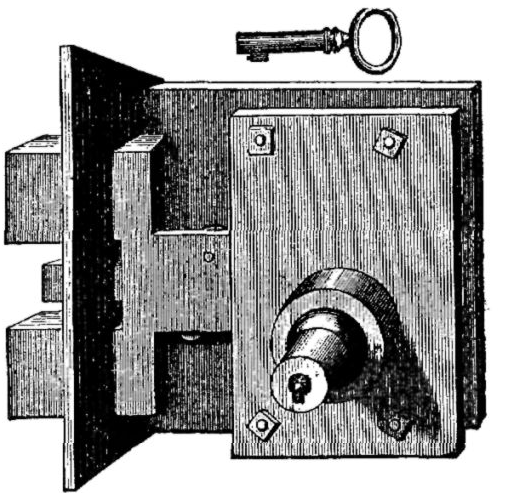
Bramahschloss

Nachdem im frühen Mittelalter fast alle antiken Schlosskonstruktionen in Vergessenheit geraten waren, war Joseph Bramah der erste, der nach einer Stagnationsphase, die seit etwa 450 n. Chr. angedauert hatte, wieder grundlegende Neuerungen in der Sicherheitstechnik einführte.
Das Kernstück des Bramahschlosses sind Metallplättchen, die in einer bestimmten Höhe eingekerbt und radial um das Schlüsselloch angeordnet sind. Das Ende des Schlüsselhalmes besitzt unterschiedlich tiefe Einschnitte.
Diese schieben die Plättchen gerade so tief ins Schloss, dass die Kerben rund um den Zylinder herum auf derselben Höhe sind, so dass er sich vom Schlüsselbart drehen lässt.
Das 1784 erfundene Schloss des Joseph Bramah verlor im 19. Jahrhundert als Haustürschloss immer mehr an Bedeutung, da viele Komponenten aufwändig von Hand gefertigt werden mussten und es deshalb sehr viel teurer in der Herstellung war als die Zuhaltungsschlösser. Was den Sicherheitswert anging, war es seinen Konkurrenten aber deutlich überlegen und wurde deshalb vor allem im Tresorbau eingesetzt.
1851, 41 Jahre nach dem Tod des Erfinders, gelang es Alfred Charles Hobbs als erstem, ein Bramahschloss zu überwinden. Allerdings benötigte er dazu 16 Tage, während er das ebenso gerühmte Chubbschloss in wenigen Minuten geöffnet hatte.

### Zuhaltungsschloss von Robert Barron
Einfache Schlösser mit Zuhaltungen sind schon aus der Zeit der Gotik um etwa 1300 bekannt. Auch beim Fallriegelschloss mit Drehschlüssel könnte man die vom Schlüssel angehobenen Eicheln als Zuhaltungen bezeichnen.
Im Jahre 1778 ließ sich der Engländer Robert Barron als erster ein Zuhaltungsschloss patentieren. Die Idee, Zuhaltungen in ein Schloss einzubauen, war eine radikale Neuerung. Das Grundprinzip sollte später von Chubb weiterentwickelt werden und stellt bis heute die Grundlage für den Bau von Tresorschlössern dar.
Im Barronschloss befanden sich zwei hebelartig bewegliche Zuhaltungen, Messingbleche, auf denen ein Stift aufgelötet ist. Der Riegel besaß einen horizontalen Schlitz, oder Kanal, der nach oben und unten Kerben hat, in die die Stifte der Zuhaltungen einrasten und ihn festhalten.
Der Schlüsselbart wiederum besaß Einschnitte, die die Zuhaltungsbleche gerade so weit anheben, dass die Stifte aus den Kerben gehoben werden und durch den Kanal im Riegel hindurchgleiten können. Waren die Einschnitte im Schlüsselbart nur ein wenig zu hoch oder zu niedrig, wurde der Riegel blockiert und das Schloss ließ sich nicht öffnen.
In der Umsetzung seiner Idee war Barron aber noch nicht konsequent und er hielt am Altbewährten fest, indem er sein Schloss noch immer mit einer Besatzung versah und die Zuhaltungen dieser nur als zusätzliches Sicherheitselement hinzufügte.

### Chubbschloss

Animation eines Chubbschlosses

Ein weiteres weltweit verbreitetes Schloss entwickelte der englische Ingenieur Jeremiah Chubb mit dem Chubbschloss, das er 1818 patentieren ließ. Das Grundprinzip der Zuhaltung von Barron wurde zur selben Zeit auch von dem Italiener Tossi weiterentwickelt, der sich ein Patent auf ein Schloss erteilen ließ, das der Chubb-Konstruktion fast völlig glich. Nach Tossi werden solche Schlösser auch tosisch genannt. Allerdings war es Chubb, der dem Zuhaltungsschloss zu seinem Weltruf verhalf.
Chubb kehrte das Prinzip von Barron um und machte es so möglich, eine beliebige Anzahl von Zuhaltungen zu verwenden. Bei seinem Schloss war der Stift am Riegel angebracht und die Zuhaltungen waren mit den Schlitzen als Führungskanäle versehen.
Wie viele Konstrukteure des 19. Jahrhunderts war Chubb von seiner Erfindung überzeugt, so dass er einen hohen Geldpreis für denjenigen aussetzte, der es schaffte, sein Schloss ohne den dazugehörigen Schlüssel zu öffnen. Das Schloss war vorher von Experten der britischen Regierung getestet worden. Als sich ein verurteilter Einbrecher der Herausforderung stellte, hatte man so viel Vertrauen in Chubbs Erfindung, dass man ihm im Erfolgsfalle seine Haftstrafe erlassen wollte. Der ehemalige Schlosser mühte sich über eine Woche erfolglos ab.
Am 22. Juli 1851 öffnete der Amerikaner A. C. Hobbs während der großen Weltausstellung in London das im Crystal Palace ausgestellte Schloss in nur 25 Minuten, ohne es dabei zu beschädigen. Er bediente sich dabei einer später nach ihm benannten Methode (Hobbs’sches Öffnungsverfahren). Dieses wird noch heute weltweit von Schlüsseldiensten angewendet. Mit einem von ihm eigens entwickelten Instrument gelang es ihm, die Zuhaltungen in die richtige Öffnungsposition zu bringen.

### Scheibenschloss / Plättchenschloss

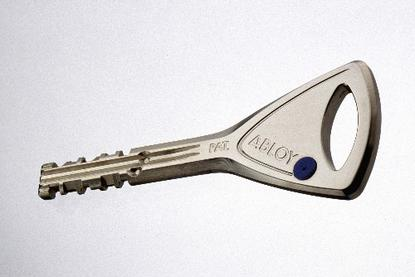
Schlüssel für ein Drehscheibenschloss

Scheibenschlösser findet man oft in Möbeln und überall dort, wo eine geringe Bautiefe erforderlich ist. Scheibenschlösser werden jedoch auch in Automobilen und als Fahrradschlösser verwendet. Als Schließmechanismus dienen gefederte Scheiben. Ohne Schlüssel verfangen sich die Scheiben in dafür vorgesehenen Ausfräsungen und blockieren so das Schloss. Der Schlüssel hält die Scheiben in der Mitte des Kerns, so dass dieser zum Öffnen gedreht werden kann. Der gleiche Schließmechanismus, von beiden Seiten verwendet, findet sich im Doppelscheibenschloss. Die geringe Dicke der Scheiben lässt eine wahlweise hohe Baudichte oder geringe Bautiefe zu. Eine Aufhängung der Scheiben an einer vom Schließkanal verschiedenen Achse macht aus dem Scheibenschloss ein Chubbschloss.

#### Drehscheibenschloss
Eine gänzlich andere und wesentlich sicherere Umsetzung des Scheibenschlosses verwendet ungefederte drehbare Scheiben. Diesen Schlosstyp, genannt Drehscheibenzylinder, findet man z. B. weit verbreitet in finnischen Türschlössern und auch in besseren Vorhänge-, Fahrrad- und Motorradschlössern.

### Doppelbartschloss / Protectorschloss

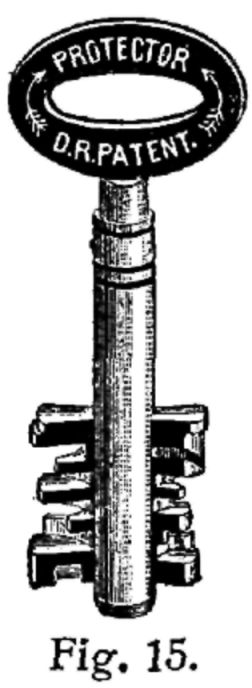
Schlüssel für Protector- schloss

Das Protectorschloss des deutschen Theodor Kromer wurde im Deutschen Reich 1874 patentiert. Anders als sein Rivale, das Bramahschloss, konnte es komplett maschinell hergestellt werden und war somit preisgünstiger. Das Protectorschloss ist im Kern ein Zuhaltungsschloss. Die Zuhaltungen sind aber nicht hebelartig aufgehängt, sondern befinden sich in einem drehbaren Kern. Der Schlüssel hat zwei Bärte, wirkt somit zweifach auf die Zuhaltungen und erreicht so eine Schließvariation von 88 Millionen.
Selten als Türschloss verwendet, findet man Doppelbartschlösser in der Regel bei Schließfächern oder im Tresorbau.

### Stiftschloss

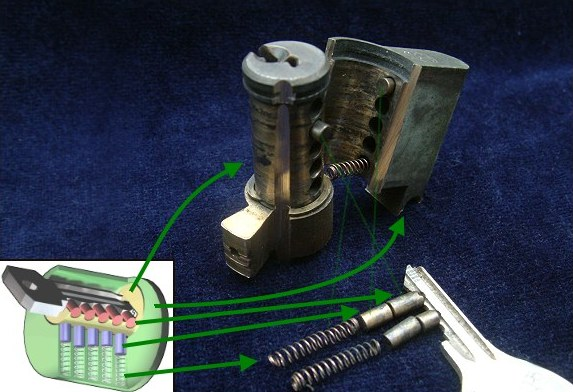
Elemente eines Stiftschlosses
Stiftschloss verschlossen
Der Schlüssel hat nun die Stifte passend angehoben
Das Schloss öffnet

Die Mehrzahl aller heutigen Schlösser sind Stiftschlösser. Sie wurden von Linus Yale jun. 1865 in New York erfunden. Mehrere durch Federkraft in den Kern gedrückte Stiftsäulen (Stiftpaare), unterteilt in Gehäuse- und Kernstift, blockieren den Kern, bis alle durch den Schlüssel so weit in das Gehäuse gedrückt werden, dass die Unterteilung an der zwischen Kern und Gehäuse liegenden Scherung liegt. Handelsübliche Stiftschlösser haben 5 oder 6 Stiftsäulen. Zusätzliche Unterteilungen sorgen in Schließanlagen dafür, dass verschiedene Schlüssel dasselbe Schloss aufsperren können.
Die Profilierung des Schlüsselloches und des Schlüsselbartes wird auch zur Variation der Schließungen genutzt, bei Schließanlagen können neben den Stiftteilungen auch die Profile zur Unterscheidung der Schließberechtigung verwendet werden.
Die meisten Stiftschlösser werden als Schließzylinder aus Messing hergestellt, aber es gibt auch teure und sichere Ausführungen aus rostfreiem Stahl.

#### Bohrmuldenschloss

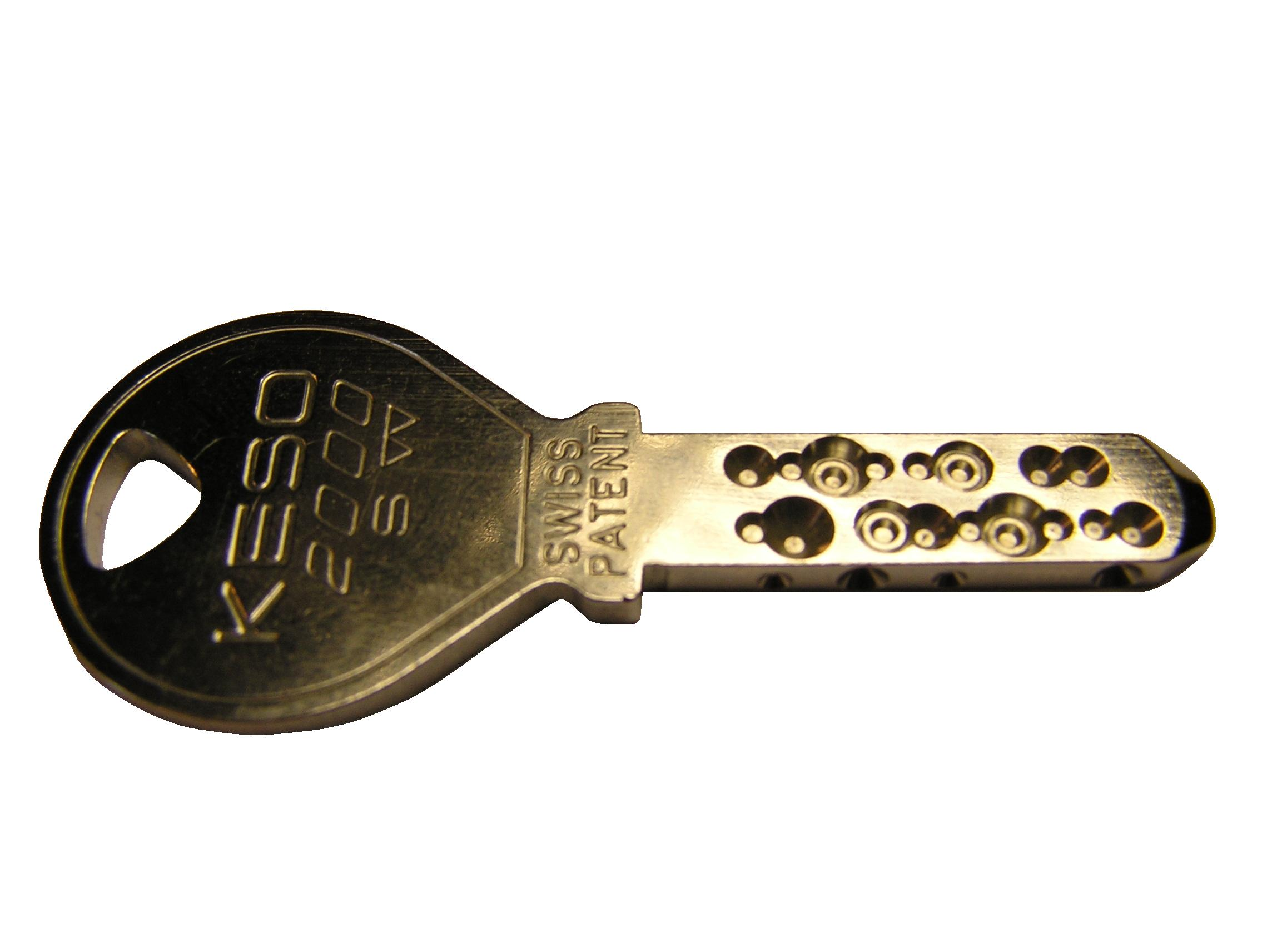
Bohrmuldenschlüssel

Das Bohrmuldenschloss ist eine Unterform des Stiftschlosses. Hier sind auf den flachen Seiten des Schlüssels Vertiefungen eingebohrt, in welche die Stifte rutschen, die Schließfläche des Schlüssels liegt somit senkrecht zur Ausrichtung der Stiftsäulen. Bohrmuldenschlüssel sind Wendeschlüssel, haben also auf beiden Seiten die gleichen Bohrungen und können sowohl mit ihrer Ober- als auch mit ihrer Unterseite zu den Stiftsäulen in den Schließkanal eingeführt werden, um das Schloss zu öffnen. Der Vorteil liegt darin, dass auf der flachen Seite des Schlüssels mehr Platz zur Verfügung steht und so bis zu 25 Stifte benutzt werden können. Gleichzeitig wird dabei die Verwendung von Öffnungswerkzeugen erschwert.
Neben den Bohrungen für die Stiftzuhaltungen auf den flachen Seiten werden heute oft auch noch zusätzlich Bohrungen für horizontale und vertikale Profilkontrollstifte auf den schmalen Längsseiten untergebracht.

#### Rohrschaftschloss
Rohrschaftschlösser (Tubularschlösser), die man häufig an Sicherungen für tragbare Computer, als Fahrradschlösser oder in Schlüsselschaltern von Alarmanlagen findet, haben Stiftsäulen, die kreisförmig um den Schaft angeordnet sind; der Schlüssel in Form eines kurzen Rohrs weist Ausfräsungen auf, in denen die Stifte auf der richtigen Höhe gehalten werden.

#### Zylinderschloss

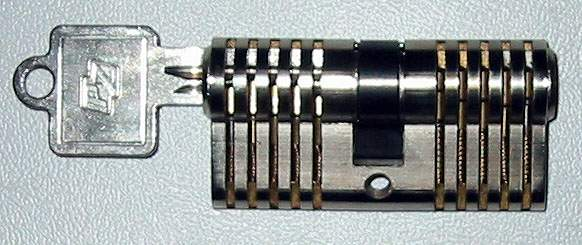
Schließzylinder eines Zylinderschlosses (Stiftschloss)

Dem Zylinderschloss liegt das Konzept der Trennung der Funktionen zugrunde. Das Schloss selbst bewirkt die eigentliche Verriegelung (Versperrung), während die Funktion des Antriebs des Riegels bzw. der Falle sowie die Sicherung des Schließmechanismus gegen fremde Schlüssel (bzw. andere unerlaubte Öffnungsversuche) vom Schließzylinder (oft ein Stiftschloss) übernommen wird.
Zu den verschiedenen Bauarten von Schließzylindern siehe: Profilzylinder, Ovalzylinder und Rundzylinder.

### Zahlenkombinationsschloss (ZKS)

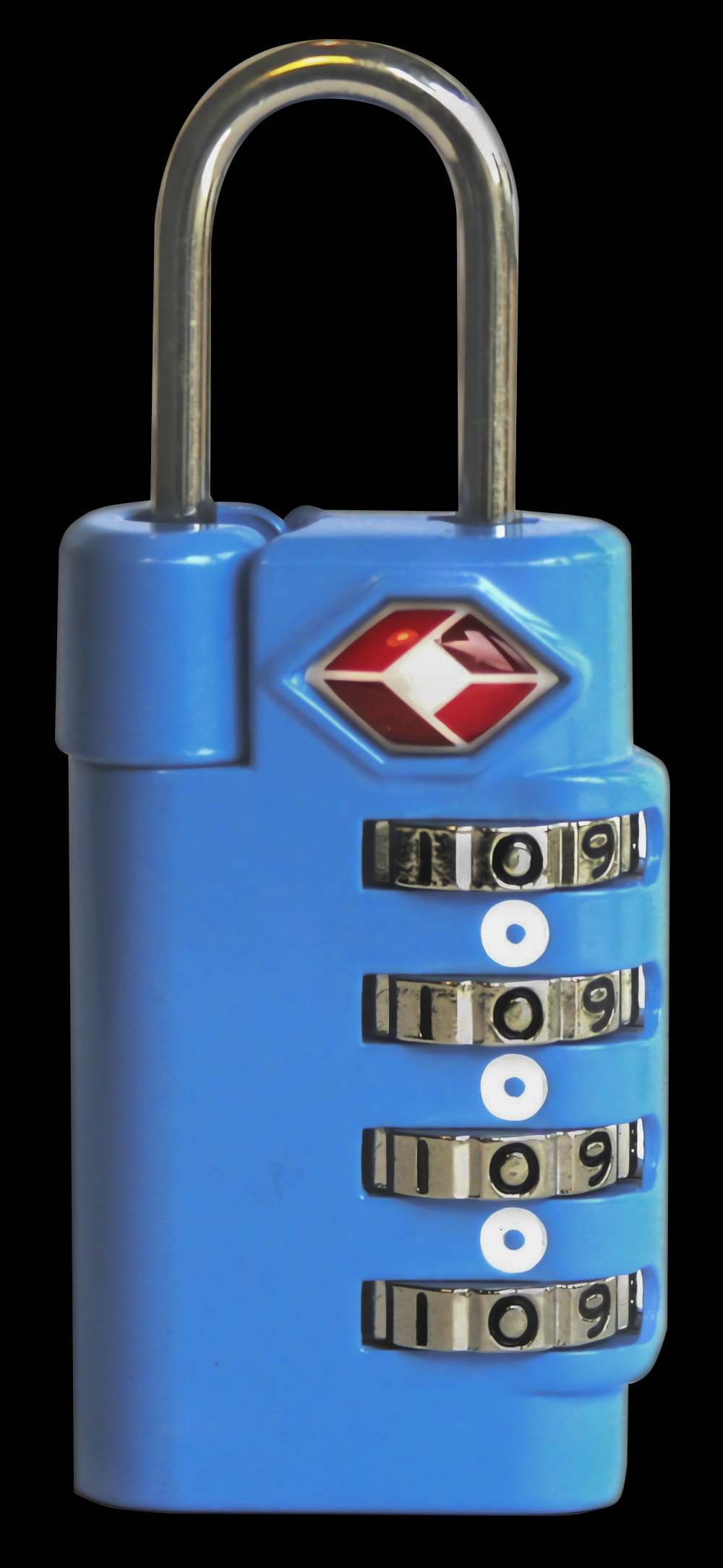
Zahlenschloss

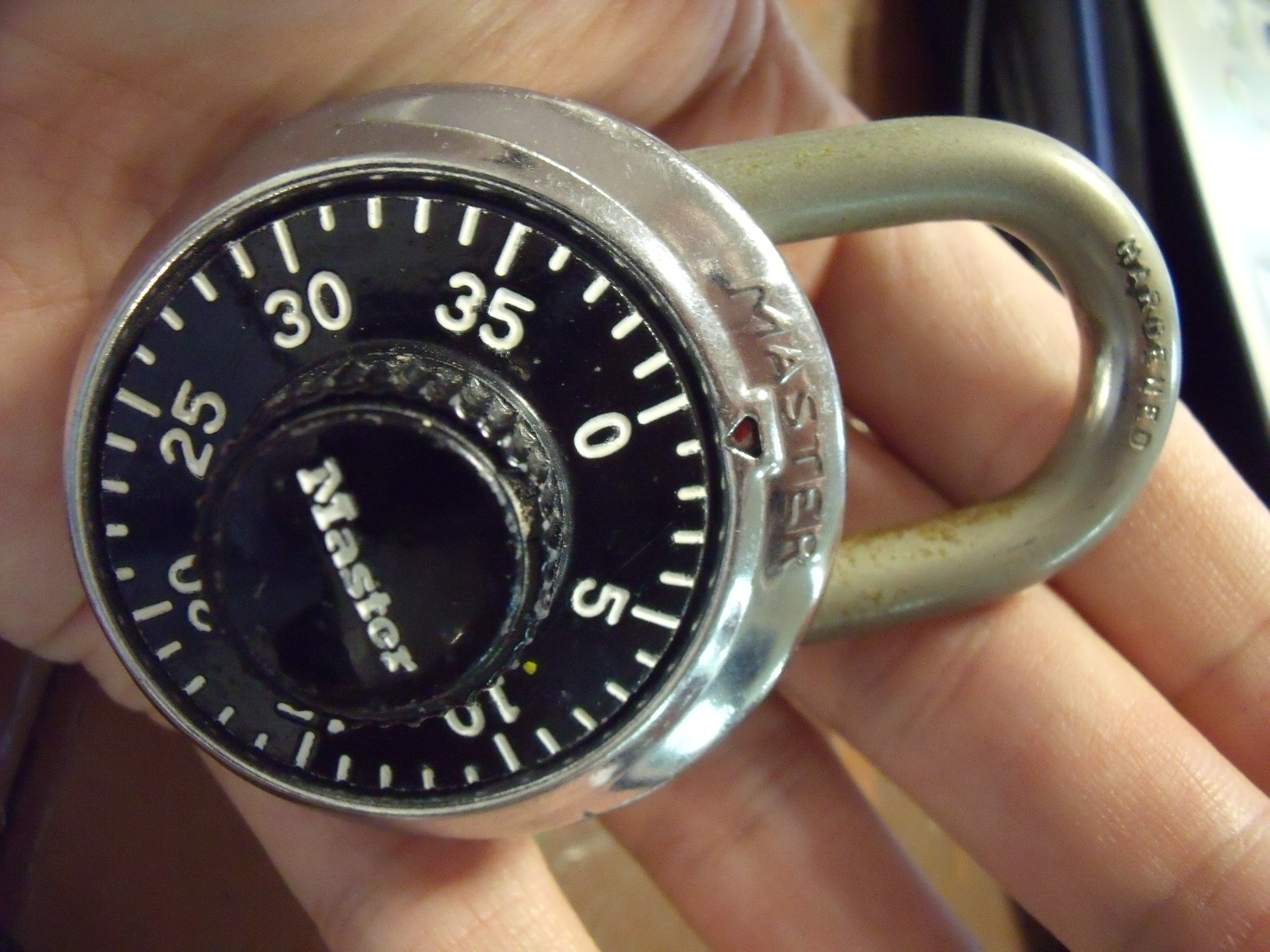
Kombinationsschloss

Zahlenkombinationsschlösser (präziser: Ziffernvariationsschloss, weil nicht Zahlen, sondern Ziffern variiert werden (mit Reihenfolge und mit Wiederholung)) finden sich in mechanischer Ausfertigung an Koffern, als Fahrradschloss sowie an Tresoren oder Waffenschränken. Mechanische Zahlenschlösser basieren in der Regel auf drehbaren Metallscheiben, die mit einer Einkerbung versehen sind. Die einzelnen Scheiben werden über einen Mechanismus in die richtige Position gedreht, ein Funktionsriegel greift in die Kerben und der Mechanismus wird entsperrt.
Als mechatronische Variante findet man sie seltener an Türen und Tresoren. Die elektrische Variante findet sich bei manchen Autoradios und Alarmanlagen. Die mechanische Variante funktioniert mit Scheiben, die bei allen Zahlen außer denen der richtigen Kombination Sperren aufweisen. Die mechatronische Variante entspricht einem elektronischen Zahlenschloss (ELO) mit einer Auslösung durch einen Servomotor oder eine ähnliche Einrichtung.
Über eine Bedienungsweise, die nur im geöffneten Zustand erfolgen kann, lassen sich manche Schlösser von Aktenkoffern oder für Fahrräder auf eine Wunschzahl einstellen, womit sehr einfach mehrere Schlösser gleichsperrend gemacht werden können. Gute Fahrradschlösser übertragen die Zahl nur mittelbar und damit nicht unter Zug auf den Schließmechanismus, so dass diese erheblich schwieriger von 0-999(9) durchzuprobieren sind.
ZKS können zu den Einheitsschlössern gerechnet werden, da die Kombination zum Öffnen einem größeren Personenkreis leicht zugänglich gemacht werden kann.
Das ZKS entwickelte sich in der zweiten Hälfte des 19. Jahrhunderts und geht auf das Buchstabenschloss zurück, das 1420 von Giovanni da Fontana entwickelt wurde.

### Magnetschloss
Mechanische Magnetschlösser funktionieren wie Stiftschlösser und verwenden entgegengerichtete Magnete zum Heben der federbelasteten Stifte: Magnete im Schloss und im Schlüssel bewirken das Heben der Stifte, so dass eine Entriegelung möglich wird.
Weitere Entwicklungen basieren auf drehbaren Magneten im Zylinderkern. Dabei werden die genauen Ausrichtungen der Magnete auf dem Schlüssel abgefragt. Dadurch wird eine sehr hohe Zahl an Variationen möglich, um komplexeste Schließanlagen realisieren zu können.

### Mechatronische Schlösser
Die Verriegelung für eine mechanische Tür oder Klappe ist immer mechanisch. Die mechanische Funktion des Riegels kann im Fall eines Chip- oder Stromausfalls genutzt werden. Die elektronische Funktion soll verschleiß- und berührungslos wirken.
Mechatronische Schlösser bestehen in der Regel aus zwei Hauptmodulen: ein elektromechanisches Schloss auf der Innenseite und eine Bedieneinheit auf der Außenseite einer Tür. Um die beiden Komponenten zu verbinden, ist die Bohrung eines Loches in die Tür oder in das Schloss für ein Kabel notwendig. Diese Lösung erfordert eine Spannungsquelle für die Elektronik und das Schloss mit Relais und Riegel, bei einigen Produkten auch im Schlüssel oder Codegeber. Moderne Codegeber arbeiten mit Piezokaskaden als Spannungsquelle. Alternativ kann der Codegeber auch vom Empfänger über die Funkschnittstelle mit Spannung versorgt werden, nachdem das Ausweismedium durch die Annäherung den Sender/Empfänger im Schloss 'aufgeweckt' hat.
Bei einigen Fabrikaten und Ausführungsvarianten besteht ein Risiko, dass jemand Zugang zu dieser Verbindung bekommt. Als Sicherung dagegen werden einige mechatronische Schlösser so ausgeführt, dass die Mechanik komplett blockiert, sobald eine Manipulation stattfindet. Das Öffnen, auch durch befugte Personen, ist dann unter Umständen nicht mehr möglich.

### Funkschloss
Funkschlösser werden meist in Kombination mit elektromechanischen Schlössern verwendet. Eine Weiterentwicklung dieser Kombination sind mechatronische Funkschlösser, in denen die elektronische und die mechanische Funktion integriert und miniaturisiert sind. Funkschlösser sind in Millionen von Automobilen eingebaut.
Neuere Lösungen sind Funkschlösser, die nach entsprechender vorheriger Authentisierung und einer Datenübertragung mit einem gesicherten Protokoll (Bluetooth-Protokoll) zum Schloss dieses entriegeln. Der Bluetooth-Master wird dabei beispielsweise ein Mobiltelefon oder ein anderer Codegeber sein, das Schloss bildet dann den Bluetooth-Client oder umgekehrt. Entsprechende Produkte sind seit Einführung entsprechender industrieller Standards (beispielsweise BlueID-Technik) im Markt.

### Motorschloss
Ein Motorschloss schließt den Riegel mittels eines Elektromotors. Es gibt interne Ausführungen (so groß wie ein Schließzylinder) und externe Ausführungen, die für Schließzylinder geeignet sind, die auf der einen Seite einen Knauf (oder Ähnliches) haben. Vorteile von Motorschlössern sind, dass man nicht vergessen kann abzuschließen und dass der Zugriff auch mit einem anderen System (Zahlenschloss, Transponder, Chipkarte etc.) erfolgen kann.

### Digitaler Schließzylinder
Ein digitaler Schließzylinder hat die Form eines normalen Schließzylinders, wird allerdings mittels Transponder aktiviert. Es gibt (meist) kein normales Schlüsselloch. Gespeist wird er mittels einer (oder mehrerer) Batterie(n). Erstmals wurde ein digitaler, batteriebetriebener Schließzylinder von SimonsVoss (heute SimonsVoss Technologies GmbH) 1997 vorgestellt.

### Vexierschloss
Ein Vexierschloss ist eine Vorrichtung in Schlossform, bei der die Öffnung mit einer verdeckten/getarnten Einrichtung erfolgen kann, wenn das Schloss nicht vorher noch mit einem Schlüssel verschlossen wurde.
Die ältesten bekannten Trick- oder Vexierschlösser sind die römischen Hangschlösser mit Maskendeckel aus dem 2. bis 3. Jahrhundert.

### Durchsteckschloss
Das Durchsteckschloss ist eine Berliner Erfindung. Es wird auch Schließzwangschloss genannt. Erfunden hat es ca. 1912 der Schlossermeister Johann Schweiger. Das Durchsteckschloss wird heute noch in Berlin-Biesdorf bei KERFIN Schlossfertigung u. Metallbearbeitung angefertigt. Zum Durchsteckschloss gibt es den passenden Durchsteckschlüssel.

### Elektro-mechanische Schlösser mit Knock-Code-Technologie
Schlösser mit Knock-Code-Technologie sollen das Risiko des „Abhörens“ der Code-Übertragung oder die Möglichkeit einer probeweise erfolgenden Eingabe der Öffnungscodes durch Unbefugte verhindern. Ein solches Schloss ist an der Innenseite einer Tür oder Containers etc. montiert und hat zur Außenseite keinerlei Durchbohrungen für mechanische Schlüssel oder Kabel. Damit gibt es keinen Zugang zum Schloss, womit der eben geschilderte Nachteil der elektronischen Schlösser eliminiert ist.
Mittels eines Codeschlüssels, des „KnocKey“, werden Klopfzeichen auf feste Materialien übertragen. Die Klopfzeichen eines solchen Schallgebers bilden den „Knock-Code“ oder „Klopf-Code“. Die Codierung ist in der Kombination der Zeitintervalle zwischen den einzelnen Klopfzeichen enthalten. Es sind also nicht die Klopftöne selbst maßgeblich, sondern vielmehr die variablen Zeiträume dazwischen, deren Änderungen klein genug sind, um vom menschlichen Gehör nicht mehr unterschieden werden zu können. Durch die algorithmisch verschlüsselten Variationsmöglichkeiten gibt es Milliarden verschiedener Kombinationen. Das System funktioniert mit allen festen Materialien: Holz, Glas, Kunststoff, Metall und Stahlbeton.
Das Trivialpatent wurde 2001 von dem Erfinder Ilan Goldman weltweit angemeldet. Eine Angriffsmöglichkeit bestünde zum Beispiel darin, ein Körperschall-Mikrofon und ein geeignetes Aufzeichnungsgerät unauffällig so zu deponieren, dass die Klopfzeichen mitgeschnitten werden können. Diesem Problem der sogenannten Replay-Attacken begegnet man wiederum durch Verwendung von Knock-Codes in der Form von One-Time-Keys (beachte: von „gleichschließenden“ Schlössern ist in diesem Zusammenhang abzuraten), aber einen abhörsicheren Übertragungskanal für die Code-Übermittlung kann diese Technologie nicht bereitstellen.

### Treibriegelschloss
Das Treibriegelschloss ist ein Schloss, bei dem der Schließmechanismus nicht unmittelbar an der Verriegelungsstelle betätigt wird. Treibriegelschlösser werden meist durch Betätigung eines Schließzylinders zur Ent- oder Verriegelung freigegeben. Die Verriegelungselemente (Stangen, Riegel) werden dann z. B. über einen Drehgriff oder Kipphebel bewegt. Verwendung findet es z. B. bei Garagentoren, Dokumentenschränken, allgemein dort, wo die Betätigungskraft für die Zuhaltungen nicht durch den Schließzylinder selbst aufgebracht werden kann, ohne dass dabei die Gefahr der Beschädigung für Zylinder und/oder Schlüssel bestünde.

## Bauarten
- Vorhängeschloss

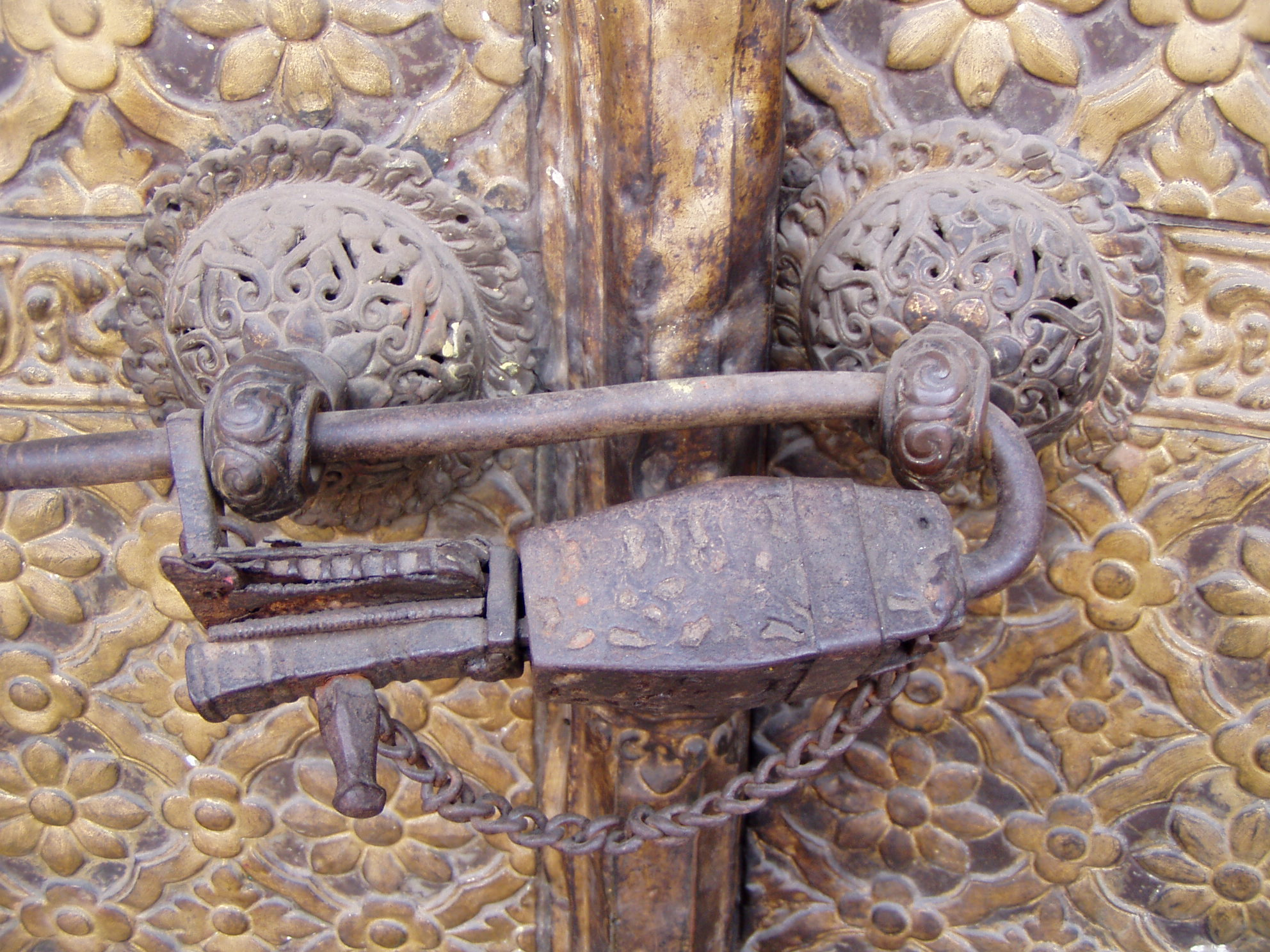
Antikes, kunstvoll verziertes Vorhängeschloss aus Eisen in einem Tempel in Kathmandu (Nepal)

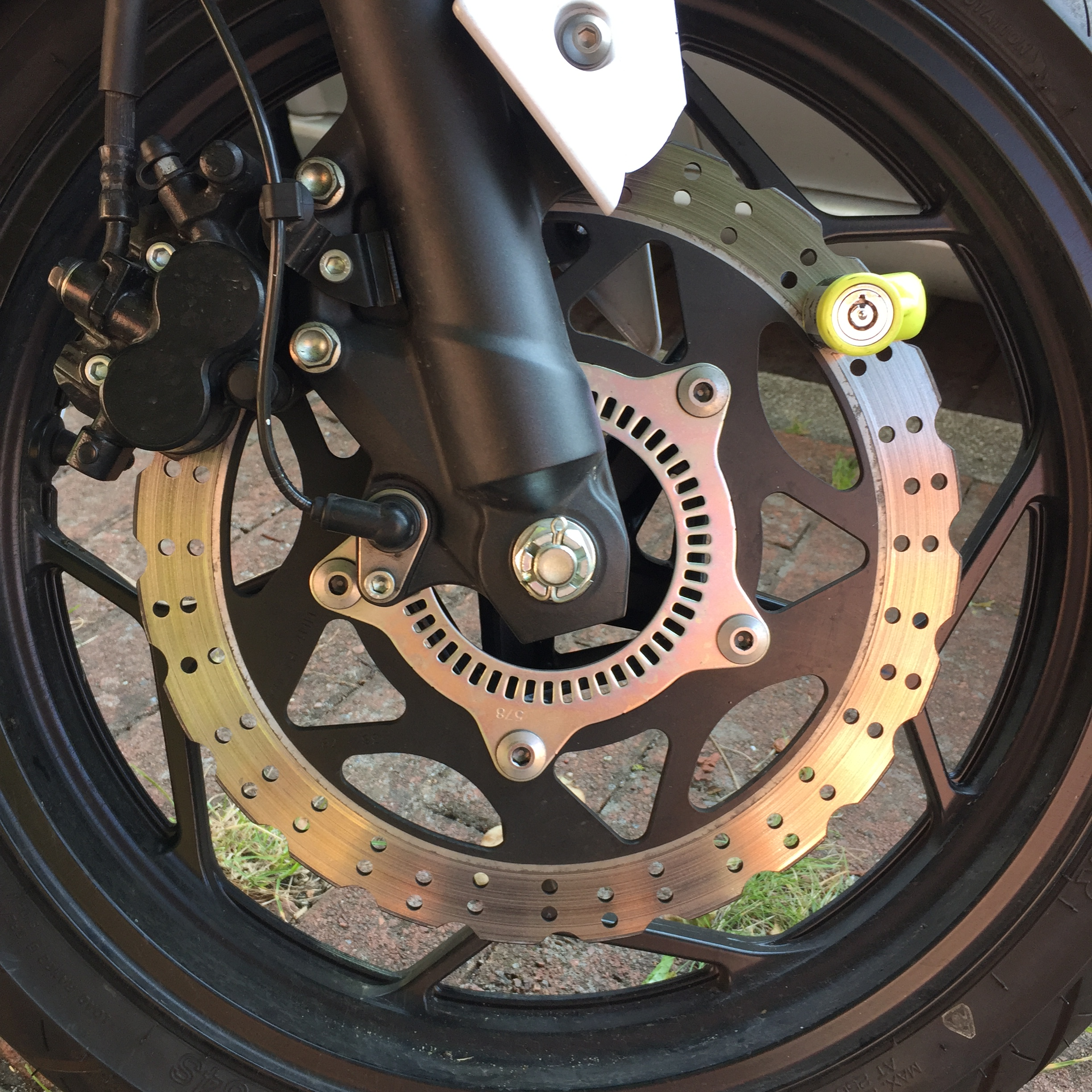
Bremsscheibenschloss (gelb, rechts oben)

- Kastenschloss (Schloss im Schlosskasten an der Innenseite von Türen oder Möbeln und Truhen)
  - Mauskastenschloss (Kastenschloss, bei dem die Falle nicht in das Schloss eingezogen, sondern gehoben wird)
- Einsteckschloss, auch Einstemmschloss, für Türen – siehe auch: Türschloss
- Im Auto
  - Zündschloss mit Lenkrad- und/oder Wegfahrsperre
  - Türen und Heckklappe mit Zentralverriegelung mit Funkfernsteuerung
  - Beim Dachträger bei den Befestigungsschrauben
- Beim Motorrad
  - Zündschloss mit Lenker- und/oder Wegfahrsperre
  - Fächer und Koffer (teilweise auch mit Zentralverriegelung und Funkfernsteuerung)
  - Kofferträgern bei den Befestigungsschrauben
  - Bremsscheibenschloss, das an der Bremsscheibe befestigt wird.
  - Mit Schlüssel oder Zahlenkombination und Kette, die durch Rahmen, ein Rad und evtl. auch um oder durch festen Gegenstand geführt wird.
- Beim Fahrrad
  - Mit Schlüssel oder Zahlenkombination und Stahlseil, das durch Rahmen, ein Rad und den hoffentlich fest montierten Fahrradständer geführt wird.
  - Mit Kette (meist mit einem Schlauch gepolstert) und einem Vorhängeschloss.
- Schlüsselschalter, Schalter mit integriertem Schloss, der sich nur mit Schlüssel bedienen lässt; z. B. in Aufzugsanlagen
- In Handschellen ist ein Schloss fest eingebaut

## Sammler und Museen

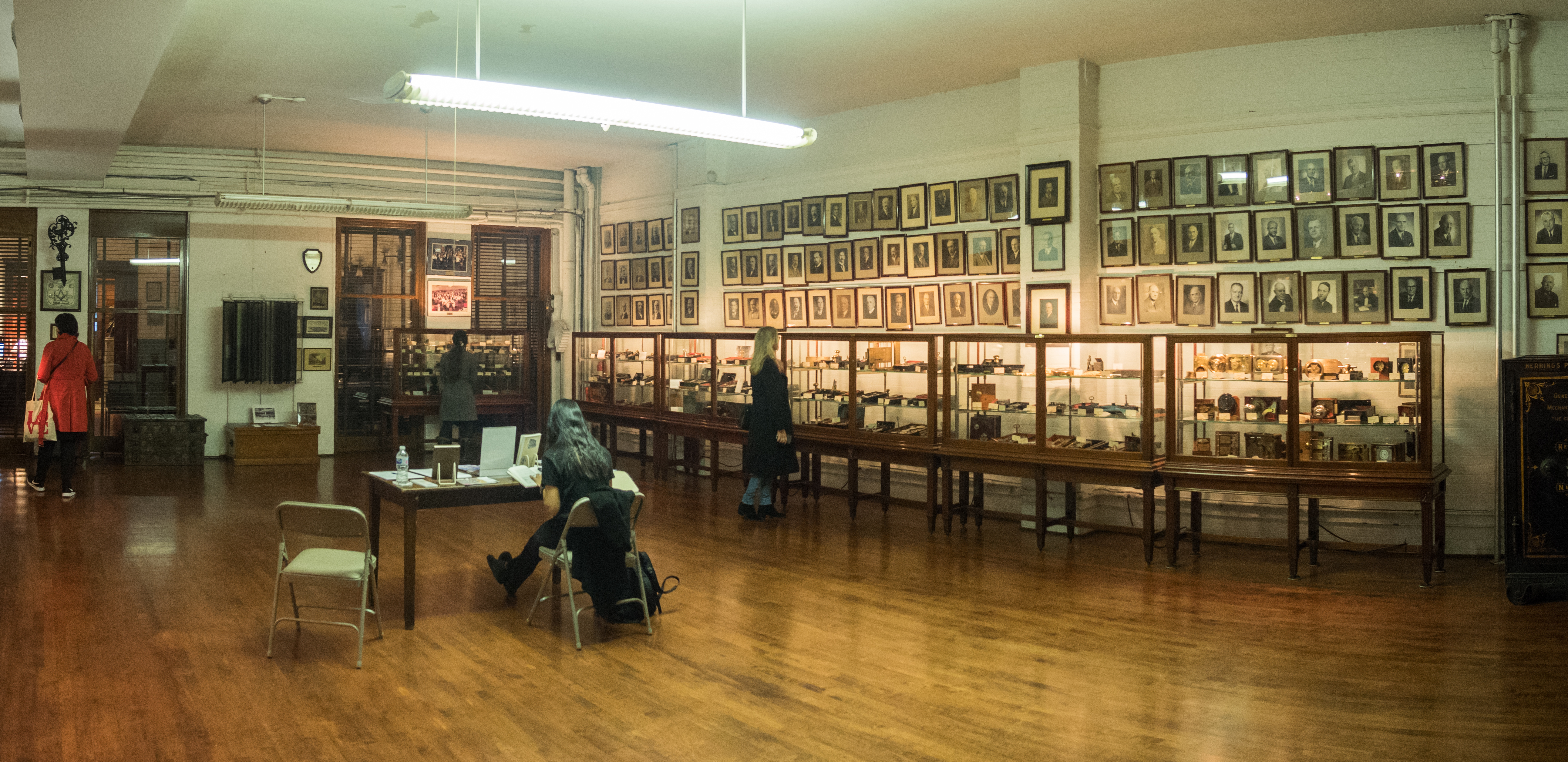
John M. Mossman Lock Museum

- Hanns Schell